# Slang Faculae
La Slang Facula è una struttura geologica della superficie di Mercurio.